# Roman Marycz
Roman Rostysławowycz Marycz, ukr. Роман Ростиславович Марич (ur. 17 lipca 1977 we Lwowie) – ukraiński piłkarz, grający na pozycji napastnika, trener piłkarski.

## Kariera piłkarska

### Kariera klubowa
19 czerwca 1994 debiutował w Wyszczej lidze w meczu z Dynamem Kijów (1:2). Potem występował w klubach Skała Stryj, Haraj Żółkiew, Zakarpattia Użhorod i Dynamo Lwów. Zakończył karierę piłkarską w zespole Hirnyk-Sport Komsomolsk.

### Kariera reprezentacyjna
W 1994 występował w juniorskiej reprezentacji Ukrainy, która na juniorskich mistrzostwach Europy w 1994, rozgrywanych w Irlandii, zajęła 3. miejsce.

## Kariera trenerska
Po zakończeniu kariery piłkarskiej rozpoczął pracę trenerską w FK Lwów. Od 25 września 2011 pełnił obowiązki głównego trenera w FK Lwów.

## Sukcesy i odznaczenia

### Sukcesy reprezentacyjne
- brązowy medalista Mistrzostw Europy U-16: 1994